# 丽江山梅花
丽江山梅花（学名：Philadelphus calvescens）为虎耳草科山梅花属下的一个种。